# Hexe Lakritze
Hexe Lakritze ist eine deutsche Zeichentrickserie aus dem Jahr 1984, die auf den gleichnamigen Büchern der Schweizer Schriftstellerin Eveline Hasler basiert.

## Handlung
Die Hexe Lakritze wohnt in einem kleinen Haus tief in einem Wald hinter einem großen Brombeerstrauch. Sie verwandelt sich oft in eine Fliege und beobachtet die Menschenkinder.

## Produktion und Veröffentlichung
Die deutsche Erstausstrahlung fand im September 1984 auf Südwest 3 statt. Weitere Ausstrahlungen erfolgten auf Das Erste und hr-fernsehen. Zudem wurden mehrere CDs und Hörkassetten veröffentlicht.